# Воробйов Юрій Сергійович
Воробйов Юрій Сергійович (8 вересня 1936 — 26 жовтня 2020) — український учений у галузі механіки. Доктор технічних наук, професор. Академік АН ВШ України з 1995 р., академік Інженерної академії України (1996).

## Біографія
Народився в Харкові. Закінчив Харківський політехнічний інститут (1960). Доктор технічних наук (1979), професор (1984). Викладав у Національному технічному університеті «ХПІ», Національному аерокосмічному університеті ім. М. Є. Жуковського (ХАІ), Харківському національному автомобільно-дорожному університеті (ХАДІ). Працює завідувачем відділу нестаціонарних механічних процесів в Інституті проблем машинобудування ім. А. М. Підгорного НАН України.

## Наукова діяльність
Наукові інтереси — в галузі динамічної міцності систем машинобудівельних конструкцій. Розвинув і вдосконалив теорію закручених стержнів складних форм, методи розрахунків та дослідив особливості коливань лопаткового апарату й інших систем елементів турбомашин на підставі ієрархічної системи математичних моделей, включаючи тривимірні. Досліджував коливання складних систем із порушенням періодичності та пошкодженнями. Вивчав швидкісне деформування елементів конструкцій у пружнопластичній стадії з урахуванням залежності властивостей матеріалу від швидкості деформацій.
Автор понад 480 публікацій, серед яких 9 монографій та 2 науково-методичних посібника. Підготував ряд кандидатів та докторів наук.

## Нагороди і звання
Лауреат Державної премії України в галузі науки і техніки (1984), нагороджений орденом «Знак пошани» (1986), стипендіат Міжнародного наукового фонду Міановського (2002), лауреат премії Харківської облдержадміністрації ім. Г. Ф. Проскури (2003).